# 聖克魯斯德洛斯塔克斯

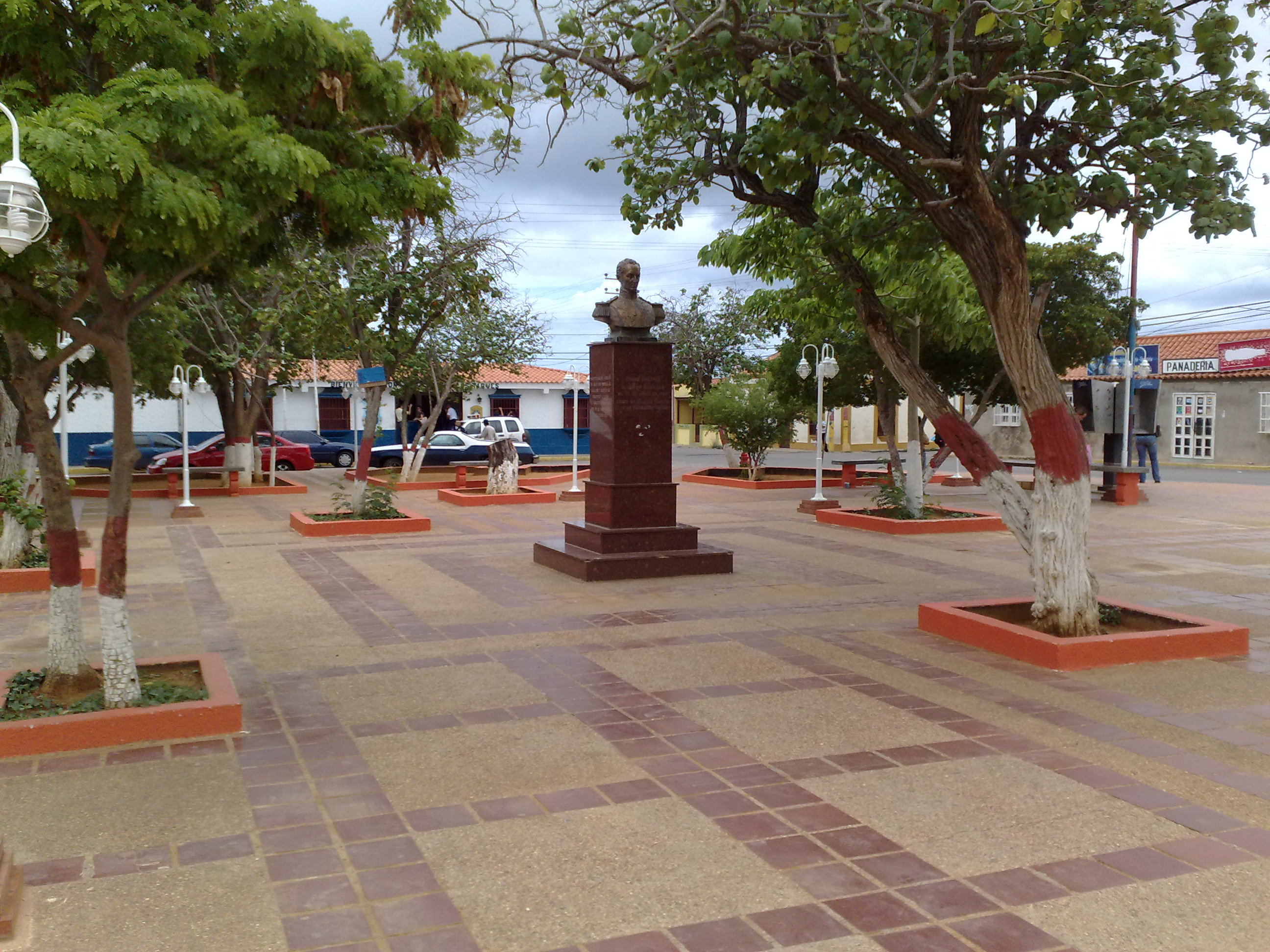

11°49′21″N 70°15′20″W / 11.82250°N 70.25556°W

聖克魯斯德洛斯塔克斯（西班牙語：Santa Cruz de Los Taques），是委內瑞拉的城鎮，位於該國西北部法爾孔州，是洛斯塔克斯市的首府，不少來自國內和國外的旅客前往該鎮的海漢度假。